# Thylactus javanicus
Thylactus javanicus är en skalbaggsart som beskrevs av Stefan von Breuning 1935. Thylactus javanicus ingår i släktet Thylactus och familjen långhorningar. Inga underarter finns listade i Catalogue of Life.